# HD 59686
HD 59686，又名BD+17 1596，SAO 96985、HR 2877，是一颗恒星，视星等为5.42，位于銀經201.8，銀緯16.44，其B1900.0坐标为赤經7h 26m 2.4s，赤緯+17° 16.44′ 56″。